# Schizonycha rorida
Schizonycha rorida är en skalbaggsart som beskrevs av Gerstaecker 1867. Schizonycha rorida ingår i släktet Schizonycha och familjen Melolonthidae. Inga underarter finns listade i Catalogue of Life.